# Polybia ignobilis
Polybia ignobilis är en getingart som först beskrevs av Alexander Henry Haliday 1836.  Polybia ignobilis ingår i släktet Polybia och familjen getingar. Inga underarter finns listade i Catalogue of Life.